# Loups et orignaux sur l'Isle Royale

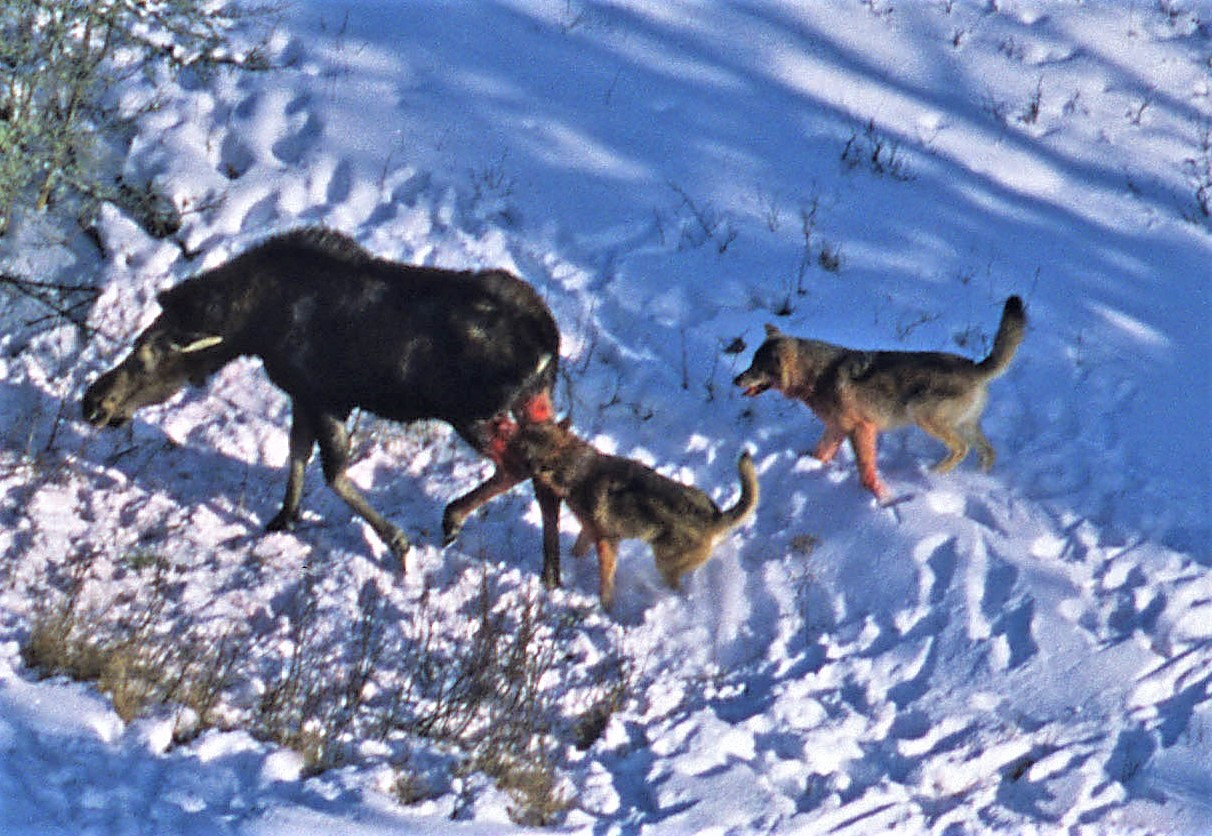
Attaque de loups sur un orignal (Isle Royale National Park, 2012).

La relation prédateur-proie entre loups et orignaux (Alces americanus andersoni) sur l'Isle Royale du lac Supérieur est unique et fait l'objet d'études détaillées depuis plus de 50 ans. L'Isle Royale, île principale du Parc national de l'Isle Royale dans le Michigan aux États-Unis, est une île isolée avec peu de migration animale vers l'intérieur ou l'extérieur de l'île. En tant que parc national, l'interaction humaine et son impact sur les deux espèces sont également limités. Les populations de loups et d'orignaux se sont établies pour la première fois sur l'Isle Royale dans les années 1900. Au cours des cinquante années de l'étude, les populations d'orignaux et de loups ont montré des pics et des déclins répétés et ne se sont pas stabilisées en une relation équilibrée. Les populations d'orignaux ont varié de 500 à 2 500 individus tandis que le nombre de loups a varié de près de 50 à deux,. De 2018 à 2019, 19 loups sont relâchés à Isle Royale dans l'espoir de stabiliser l'écosystème, et en 2020, leur population est estimée à 14 individus sur l'île.
La relation entre les loups et les orignaux sur l'île a fait l'objet de la plus longue étude de recherche sur les liens prédateur-proie, commencée en 1958. Les loups ont été sujets à la consanguinité et présentent une déformation de la colonne vertébrale. Au comptage de 2014, il n'y avait que 9 loups sur l'île , les comptages de 2015 à 2017 n'en signalent que 2,,. Un examen achevé en 2014 a déterminé que de nouveaux loups ne seraient pas introduits dans le parc pour tenter un sauvetage génétique,, mais en décembre 2016, le National Park Service a décidé d'introduire entre 20 et 30 loups sur l'île. En 2018, trois femelles et un mâle du Minnesota sont transférés dans le système insulaire.
Le parc national de l'Isle Royale est composé d'environ 400 îles et se trouve dans la partie nord-ouest du lac Supérieur. Il est à environ 80 km de la côte du Michigan, et 19 km de la côte canadienne. L'île principale fait environ 72 km de long, et 14 km de large au point le plus large, avec une superficie de 531 km2. Il n'y a pas de routes et aucun véhicule motorisé n'est autorisé sur l'île. Le parc est fermé de septembre à mai, période pendant laquelle le personnel scientifique est le seul résident humain de l'île.

## Interactions loup-orignal

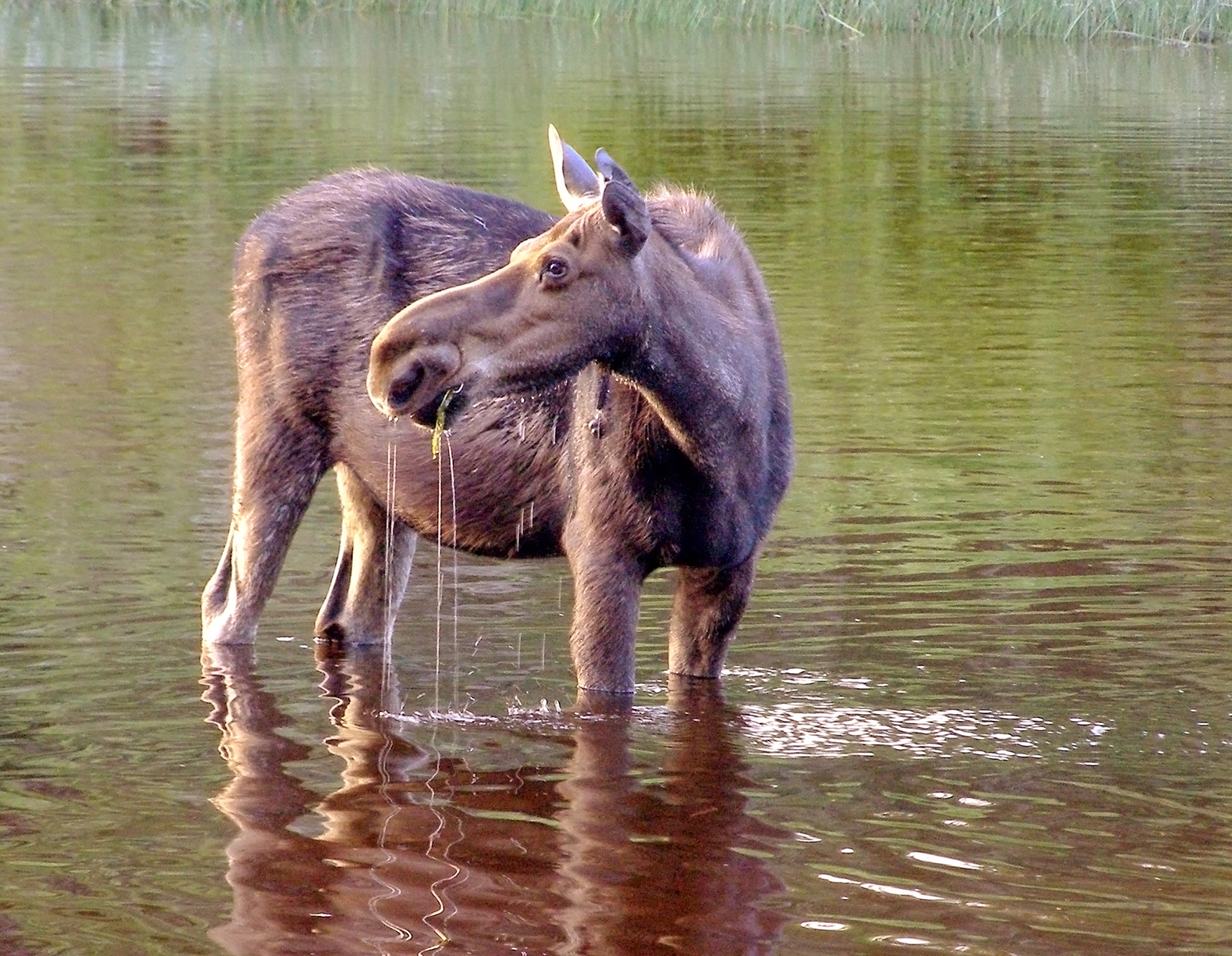
Orignal, source de nourriture principale des loups de l'Isle Royale.

En tant qu'île isolée, Isle Royale n'a à l'origine ni loups ni orignaux. Il est supposé que les orignaux ont traversé le lac Supérieur à la nage depuis le Minnesota au début des années 1900 ou ont été importés sur l'île par l'homme à des fins de chasse récréative. En 1949, quelques loups, peut-être un seul couple, ont traversé un pont de glace entre l'Ontario et l'île pendant un hiver rigoureux. Mais parce qu'un seul couple de loups a migré vers l'île, ils ont souffert d'une grave consanguinité. Selon Rolf Peterson, professeur à l'Université technologique du Michigan et chercheur principal sur les loups et les orignaux, « les orignaux ont été isolés ici il y a 100 ans. La plupart des gènes sont toujours là, mais ils ont suffisamment de population (pour compenser). Il y a si peu de loups qu'ils ont perdu leur variabilité génétique. Le dogme scientifique suggère qu'ils ne s'en sortiront pas » . En fait, tout l'ADN des loups de l'île remonte à un seul ancêtre. La consanguinité entraîne une dépression consanguine et des problèmes de forme physique, souvent accompagnés d'un rejet social violent par d'autres loups.
Lorsque l'étude commence en 1958, de nombreux chercheurs pensent que les deux espèces atteindront éventuellement un équilibre de population d'environ 25 loups et 1 500 orignaux ; mais il n'y a eu aucun signe de cela, avec des populations fluctuant de manière imprévisible. Le plus grand nombre d'orignaux observé depuis l'arrivée des loups est de 2 450 en 1995. Le plus grand nombre de loups observés est de 50 en 1980, suivi d'un effondrement de la population à 14 en 1982. En 2005, il y a 540 orignaux, le plus bas enregistré, et une population relativement élevée de 30 loups. En 2008, il y a 700 orignaux et 23 loups.
La densité des deux espèces dépend fortement de la densité du fourrage. Les orignaux préfèrent les bouleaux et les peupliers, qui poussaient abondamment sur l'île, mais après plus d'un siècle de broutage des animaux, ces essences ont largement été remplacées par le Sapin baumier moins nutritif, qui représente maintenant 59 % du régime alimentaire d'un orignal. Même cela a diminué de façon spectaculaire : en 2002, la croissance du sous-étage du Sapin baumier est de 5 %, en baisse de 40 % par rapport aux observations du 19e siècle. La plante est plus abondante du côté est de l'île, qui attire une plus grande concentration d'orignaux. Parce que le sapin baumier ne donne pas suffisamment d'humidité, des orignaux ont récemment été aperçus en train de manger de la neige, ce qui est très rare. Ils ont également été aperçus en train de manger du lichen, ce que le chercheur Rolf Peterson a comparé à manger de la poussière. Lorsque la population d'orignaux devient trop élevée, la population de sapins baumiers s'effondre, entraînant un effondrement de la population d'orignaux, dans un mouvement de « balancier » permanent de la population. Les orignaux meurent le plus souvent des conséquences de la malnutrition : ils s'affaiblissent et sont ralentis par l'arthrite, jusqu'à devenir une proie facile pour une meute de loups. De plus, les faons souffrent de malnutrition lorsqu'ils naissent pendant un hiver avec de la neige trop profonde pour se nourrir facilement.

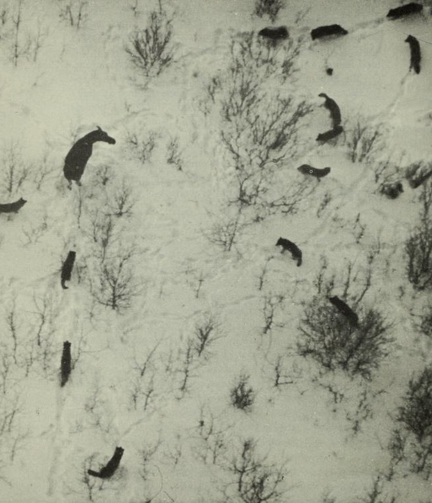
Meute de loups attaquant un orignal (Isle Royale, 1966).

L'orignal constitue les neuf dixièmes du régime alimentaire d'un loup de l'Isle Royale (le reste étant le Lièvre d'Amérique et le Castor). Les orignaux dans leurs premières années distancent généralement les loups lors d'une chasse, en particulier sur neige molle : l'orignal peut traverser une neige de 60 cm de profondeur à 32 km/h. Même si les loups peuvent rattraper un orignal, ils ne peuvent pas toujours le faire tomber ; les chercheurs trouvent souvent des loups avec des ecchymoses et des cicatrices de chasse. Pour augmenter leurs chances, les loups sélectionnent avant tout les faons ou les animaux âgés, malades et blessés. En général, l'orignal tué a environ 12 ans et souffre d'arthrite, d'ostéoporose et/ou de parodontite. Quatre-vingt à quatre-vingt-dix pour cent des orignaux sont abattus par les loups plutôt que directement par la maladie, et chaque loup tue en moyenne entre 0,44 et 1,69 orignal par mois.

## Dynamique des populations de loups
Les loups de l'île ont, historiquement, été séparés en trois ou quatre meutes. Chaque meute compte généralement entre trois et huit membres, dont deux ou trois louveteaux. Le nombre de loups dans une meute dépend principalement de la quantité de neige tombée l'hiver précédent. Pendant les hivers avec peu de neige, les jeunes ont tendance à quitter la meute pour trouver des compagnons, donc les meutes comptent quatre ou cinq membres ; lors des hivers très enneigés, les jeunes restent avec la meute, qui peut atteindre dix à douze membres. Si de nombreux membres d'une meute meurent, la meute se dissout et une nouvelle se forme en un an. Une meute se dissout environ une fois tous les trente ans.
En 2006, la population de loups, à l'exception de 10 solitaires et couples séparés, formait trois meutes : la meute de l'est, la meute du milieu et la meute de Chippewa Harbour. Les meutes sur l'île sont connues pour se battre pour tenter d'étendre leur territoire et, par conséquent, leur ressource en orignaux. En 2006, la meute de l'Est a tué le mâle alpha de la meute de Chippewa Harbor, comme en témoigne John Vucetich, professeur à l'Université technologique du Michigan et l'un des principaux chercheurs de l'île, qui pensait que la meute de Chippewa Harbor pourrait dépérir sans son meneur.

### Old Gray Guy

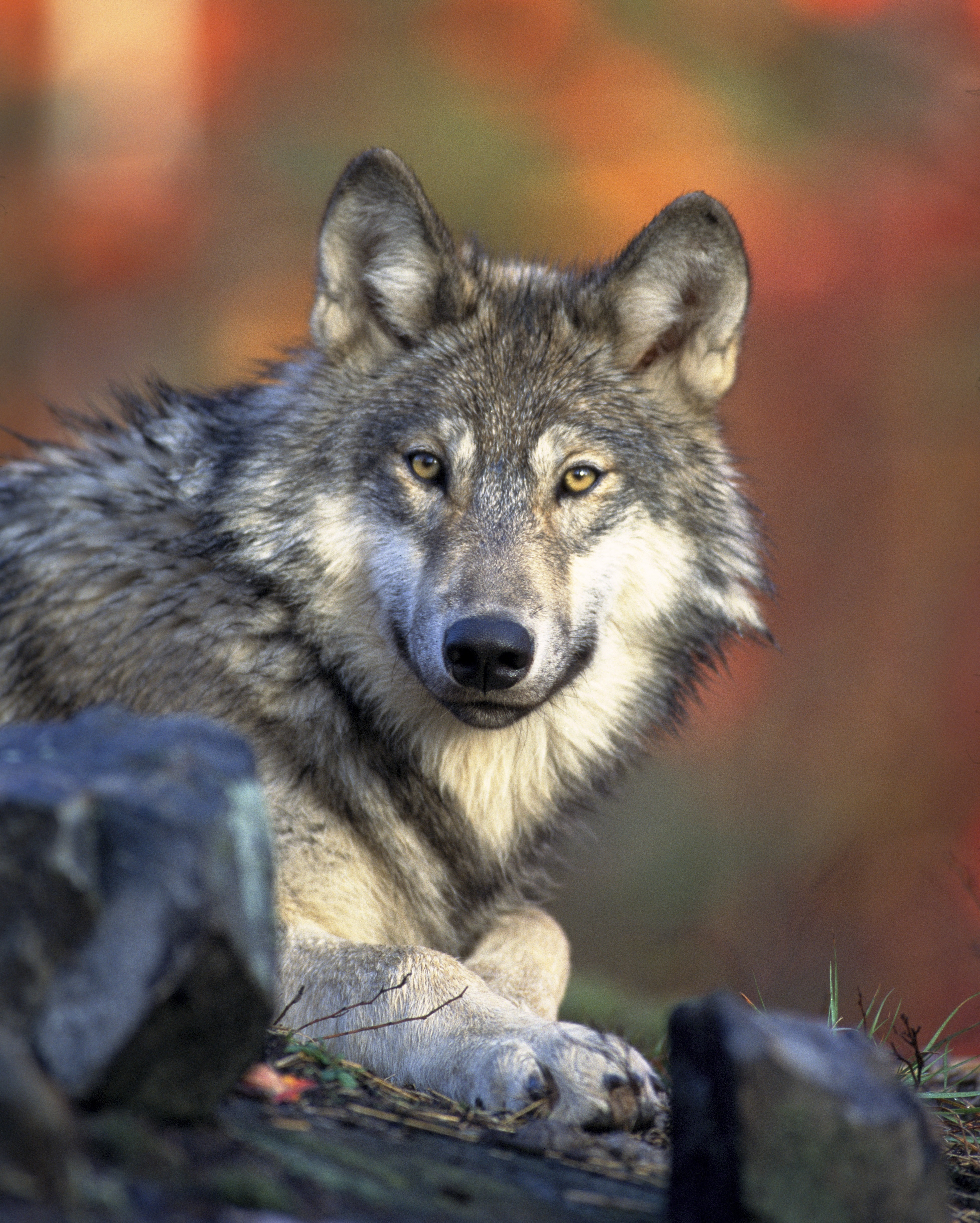
Loup gris, principal prédateur de l'île.

Au cours de l'hiver 1997, un loup particulièrement dominant (nommé plus tard « Old Grey Guy », loup no 93, M93) a traversé 24 km de glace jusqu'à Isle Royale. Old Grey Guy (litt. « le Vieux gars gris ») est plus grand et plus territorial que les autres loups de l'île. Sa propre meute s'est agrandie, passant à 10 loups, une taille inhabituellement grande. Cela a poussé au déplacement et à l'extinction d'une des 4 autres meutes de l'époque. Il a été ainsi nommé parce qu'en vieillissant, sa fourrure est devenue très claire, un phénomène inhabituel. Il est déterminé qu'en 2009, 56% des loups de l'île descendent de Old Grey Guy.
« Nous ne connaissons aucun autre cas - sauf lorsqu'ils sont arrivés pour la première fois - de loups traversant la glace », a déclaré John A. Vucetich, l'auteur principal d'une étude sur les loups publiée en ligne dans The Proceedings of the Royal Society B en 2011. « Toute la population descend d'une seule femelle ».
La population de loups sur l'île est petite, avec une moyenne d'environ 23 loups. Old Grey Guy meurt en 2006. À la fin de ses huit années de reproduction, il a produit 34 louveteaux, ceux-ci ont produit 45 jeunes supplémentaires. 
Un tel impact génétique est la preuve que le Old Gray est beaucoup plus apte que les autres loups consanguins de l'île. Les scientifiques s'attendaient à ce qu'une telle introduction crée un boom démographique de « sauvetage génétique », mais cela ne s'est pas produit. « Un co-auteur de l'étude, Rolf O. Peterson, professeur-chercheur à l'Université technologique du Michigan, a déclaré que la population de l'Isle Royale ne tient qu'à un fil, comme elle le fait depuis des décennies. La reproduction moyenne après l'arrivée du Old Grey Guy n'est pas différente d'avant. Pourtant, cela ne signifie pas qu'il n'a eu aucun effet ».
« L'interprétation simple est que le sauvetage génétique ne fonctionne pas », a déclaré Vucetich, professeur adjoint d'écologie de la faune à l'Université technologique du Michigan. « Mais ce qui s'est passé ici, c'est que lorsque le nouvel arrivant a atteint l'île en 1997, dans la décennie qui a suivi, la population d'orignaux a radicalement diminué. Il est plausible que nous n'ayons pas vu d'effet parce que les loups souffraient d'autres problèmes qui masquaient l'avantage. Et si le loup no 93 n'était jamais arrivé ? Vucetich a déclaré qu'il était impossible de le savoir avec certitude, mais les loups de l'île auraient peut-être complètement disparu. Il se peut que le Old Grey Guy soit arrivé juste à temps ».
Mais, la progéniture de Old Grey Guy a rapidement commencé à se reproduire entre elle, conduisant à un nouvel ensemble de traits renforcés par une forte consanguinité. Une étude de 2023 révèle que son impact sur le pool génétique a été partiellement inversé car ses descendants consanguins mouraient sans progéniture.

## Tendances
Au départ, il était supposé que les populations de loups et d'orignaux atteindraient un équilibre stable. Cependant, au cours de près de soixante ans d'étude, les populations des deux espèces ont fluctué de haut en bas, le nombre d'orignaux allant d'un maximum de près de 2500 à 500 et le nombre de loups allant d'un maximum de 50 à un en 2017-2018.
En 2016, la population de loups a presque disparu avec seulement deux loups gravement consanguins,. La population d'orignaux est d'environ au ⅔ de son maximum historique avec un fourrage abondant et une croissance rapide. En l'absence d'une nouvelle infusion de loups migrateurs ou d'une intervention humaine, la situation d'une forte population d'orignaux limitée uniquement par la famine est la seule perspective.
Cependant, en décembre 2016, le National Park Service (NPS) propose un plan dans lequel ils relâcheraient 20 à 30 loups sur l'île afin d'empêcher la meute de disparaître complètement.
En décembre 2017, Sarah Hoy et al. de l'Université technologique du Michigan publient les résultats d'une étude de 40 ans montrant une diminution de la taille et de la durée de vie des orignaux. L'analyse des crânes des cervidés documente un rétrécissement de 16%, probablement compatible avec le réchauffement des hivers qui est corrélé à une taille de cerveau plus petite chez les orignaux d'un an. La population d'orignaux a triplé au cours de la dernière décennie, atteignant environ 1 600 lors du comptage de 2017, mais à l'approche de la mort des derniers loups, la concurrence pour la nourriture due à la surpopulation deviendra un stress supplémentaire pour les animaux,.

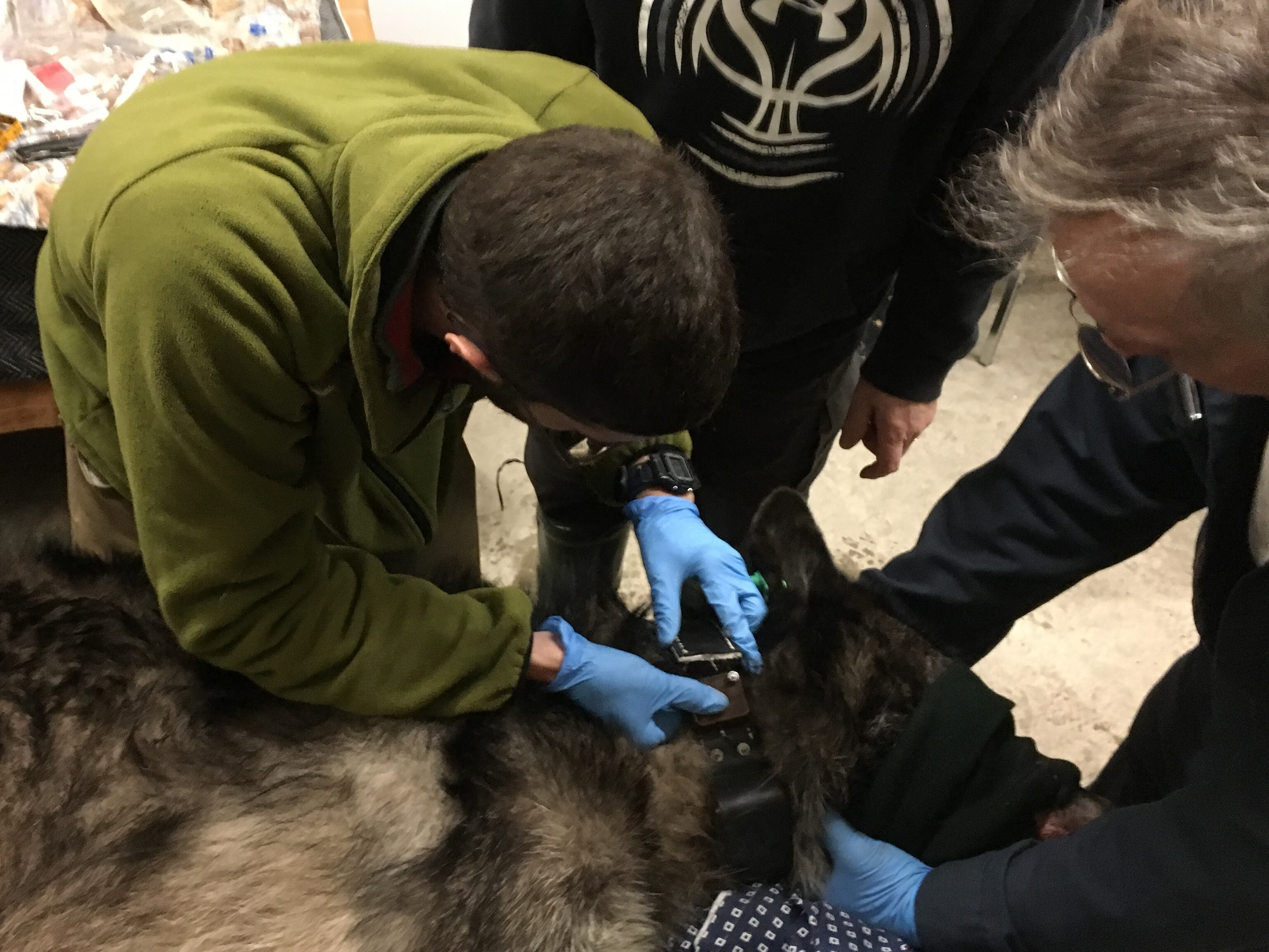
Pose d'un collier émetteur sur un loup d'Ontario, prêt à être relâché sur l'île (2019).

En mars 2018, avec la publication de l'étude d'impact environnemental finale, le NPS propose officiellement de déplacer 20 à 30 loups sur l'île sur une période de trois ans, commençant immédiatement. Un compte rendu officiel de décision est publié le 7 juin 2018 en sélectionnant cette alternative, préférée parmi plusieurs autres : ne prendre aucune mesure, introduire des loups sur une période plus longue de 20 ans et en retarder l'action immédiate, mais en laissant la possibilité d'une action future après la surveillance continue de mesures de la population d'orignaux. Depuis juin 2018, le NPS élabore activement des stratégies de mise en œuvre spécifiques. À la fin de 2018, trois femelles et un mâle sont piégés dans le Minnesota et transférés dans le parc, et d'autres sont à venir. Au cours des mois suivants, le loup mâle nouvellement introduit est mort et l'une des femelles a quitté l'île via un pont de glace. Au début de 2019, onze autres loups sont piégés au Canada et relâchés dans le parc. Trois des quinze loups de l'île semblent former une nouvelle meute fin 2019. Jusqu'à 14 loups se trouvent sur l'île en avril 2020. Au moins deux louveteaux sont aperçus en septembre 2020. Le comptage de l'hiver 2022-2023 révèle une population de 28 loups.

## Autres espèces

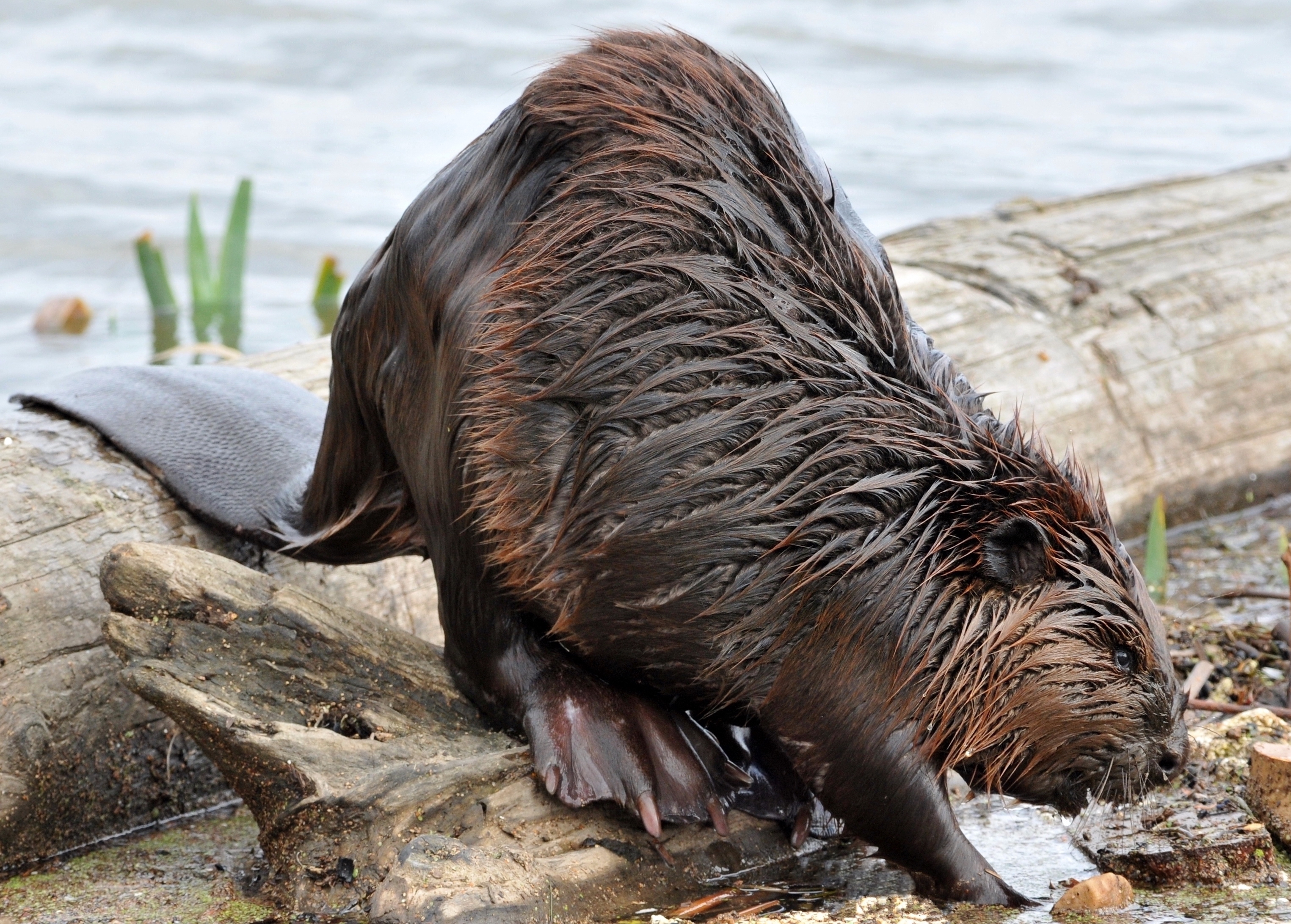
Castor, seconde source alimentaire des loups.

Une fois qu'un orignal est abattu et tué, les loups sont en concurrence avec les corbeaux. Ces charognards sont tenaces et peuvent facilement esquiver la frappe d'un loup et ne sont pas dérangés par eux. Ils peuvent manger et stocker jusqu'à 2 livres (0,91 kg) en quelques jours, ce qui est minuscule par rapport à la capacité de stockage des loups, qui peut atteindre 18 livres (8,16 kg) en quelques heures seulement.
D'autres espèces ont un effet, bien que plutôt limité, sur la relation entre les loups et les orignaux de l'île. Avant que les loups ne les chassent jusqu'à leur extinction, les coyotes étaient présents. Les castors et les lièvres d'Amérique ont également un effet sur les deux populations, car ces deux espèces sont les deux seuls animaux dont les loups se nourrissent à l'exception de l'orignal, constituant un dixième de leur régime alimentaire. La population de castors a fortement diminué depuis l'arrivée des loups, mais ils sont toujours présents. Bien qu'ils ne soient pas une source de nourriture principale pour les canidés, ils sont le deuxième animal le plus consommé après l'orignal. Les castors profitent aux deux espèces. Ils sont des proies faciles pour les loups et ils créent des macrophytes aquatiques, des plantes très nutritives pour l'orignal, bien que les macrophytes soient également consommés par les castors. Bien que les loups contribuent au déclin du castor, les chercheurs pensent que le déclin du tremble, principale source de nourriture des castors, qui était autrefois abondant, aurait pu également entraîner leur diminution. Les castors sont exposés à la prédation en devant parcourir de longues distances pour rejoindre les parties de l'île où subsistent ces arbres.

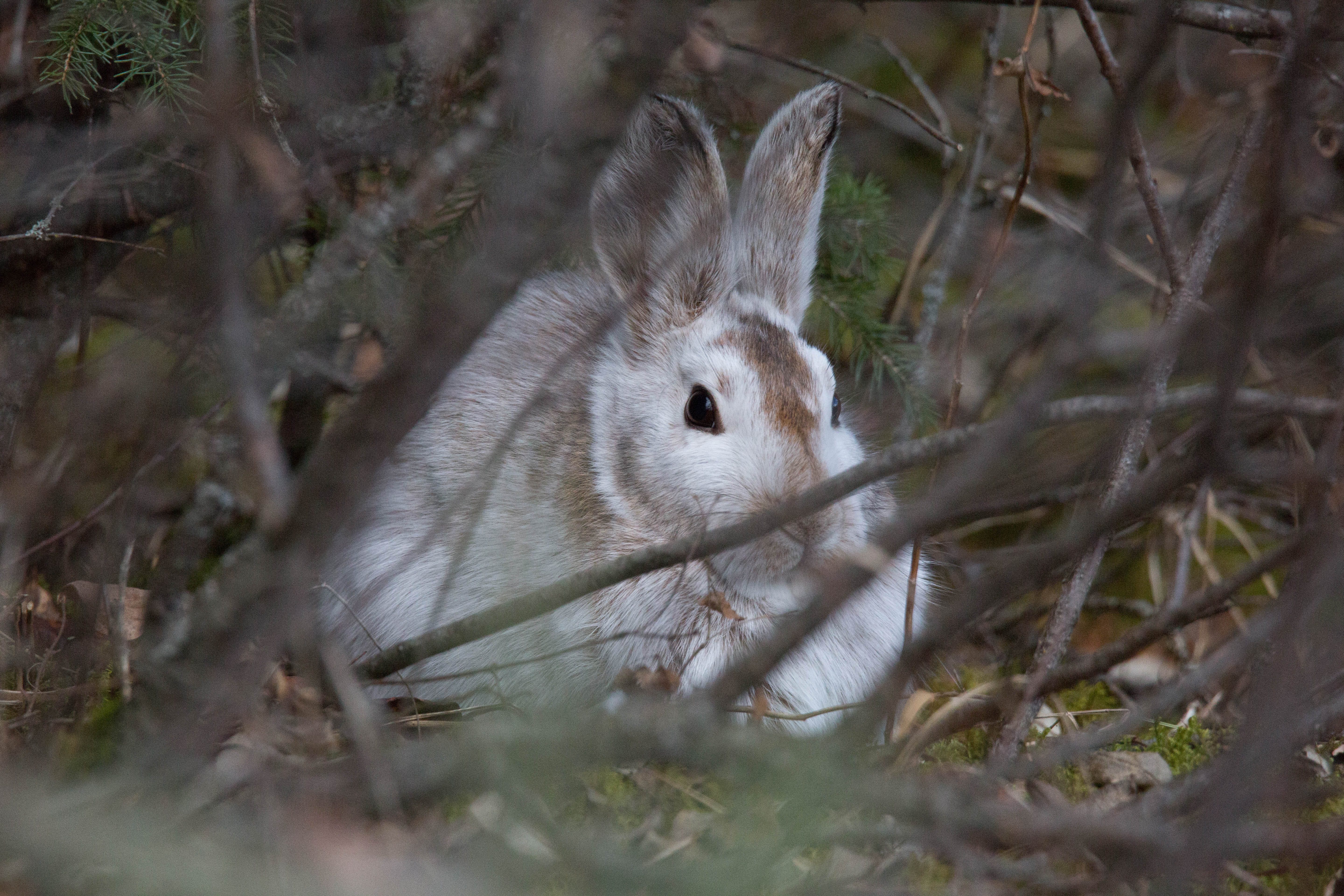
Lièvre d'Amérique.

Les lièvres d'Amérique, troisième animal le plus consommé par les loups, constituent une très petite partie de leur régime alimentaire, car ils sont difficiles à attraper. Les chercheurs ont découvert que les loups ne montrent pas beaucoup d'intérêt à s'attaquer aux lagomorphes et ne s'en nourrissent qu'incidemment. Les lièvres ont un effet négatif sur l'orignal en consommant la même végétation que lui, ce qui diminue la part de fourrage pour l'orignal. Le renard roux est un autre animal qui habite l'Isle Royale. Il se nourrit principalement de lièvres et occasionnellement d'orignaux ou de toute autre viande qu'un loup laisse derrière lui. Les loups ne chassent généralement pas les renards, bien qu'ils aient été observés en train d'en tuer lorsqu'ils tentent de se nourrir d'une carcasse d'animal.

## Effets du climat

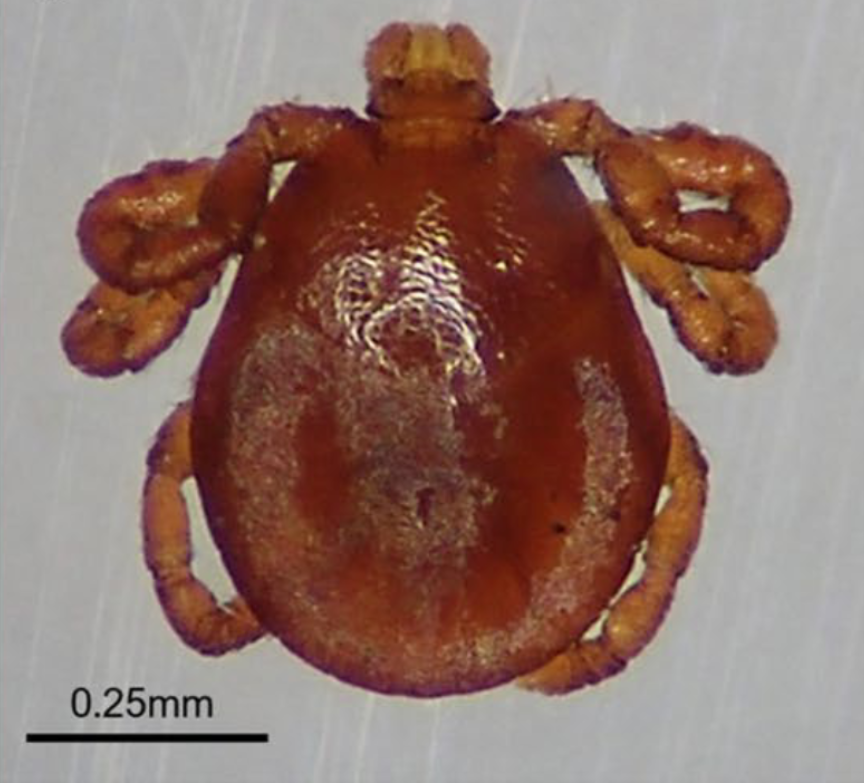
Larve de Dermacentor albipictus.

Le climat joue également un rôle majeur dans la relation orignal-loup. Depuis qu'El Niño a frappé en 1998, le climat s'est réchauffé, ce qui a considérablement affecté la population d'orignaux en Amérique du Nord. Le climat plus chaud de ces dernières années a produit plus de tiques Dermacentor albipictus (en), qui consomment le sang des animaux, les rendant plus sensibles à l'anémie. Cela incite l'orignal à se gratter ; perdant ses poils, il s'expose à l'hypothermie par temps froid. Un orignal peut avoir des dizaines de milliers de tiques se nourrissant de son sang en même temps, chacune aspirant jusqu'à un millilitre de sang. Les tiques causent beaucoup d'inconfort à son hôte. Il essaye d'enlever les tiques de son corps en se mordant et en se frottant contre les arbres. Cela préoccupe les ongulés et les empêche de chercher de la nourriture, ce qui peut entraîner la malnutrition. En plus de la perte de sang, les orignaux affaiblis par les tiques sont plus faciles à tuer par les loups. Les tiques sont plus présentes les années où le printemps arrive plus tôt que d'habitude, car lorsqu'elles tombent sur un sol non enneigé, elles peuvent alors se reproduire. Sinon, elles meurent. Ensuite, si l'été est chaud, les tiques peuvent se reproduire à un rythme plus élevé. Les étés chauds amènent également les orignaux à se reposer à l'ombre ou dans l'eau pour se rafraîchir, ce qui en fait des proies plus faciles pour les loups. De plus, les étés chauds entraînent une recherche de nourriture plus difficile, ce qui les rend moins préparés et plus vulnérables à l'hiver.
Non seulement le récent réchauffement de l'Isle Royale a nui à l'orignal, mais des problèmes complètement opposés ont aussi eu un impact négatif. Les hivers rigoureux posent des problèmes importants aux orignaux, car ceux-ci ont du mal à trouver de la nourriture lorsqu'il y a trop de neige au sol. Moins il y a de neige, plus l'orignal peut se déplacer librement. Lorsqu'il y a une quantité importante de neige, les orignaux restent dans les marécages de conifères, ce qui en fait des proies plus faciles pour les prédateurs, car ils sont plus confinés et immobilisés à cause de la neige. La neige profonde ou abondante diminue la vitesse et l'agilité des orignaux qui sont nécessaires pour échapper aux attaques de loups, et les faons nés pendant un hiver avec de la neige profonde sont plus susceptibles d'être des proies plus faibles pour les loups plus tard dans leur vie en raison des problèmes d'accès à la nourriture qui surviennent avec une neige épaisse. Les vifs instincts de survie de l'orignal ont été clairement mis en évidence par l'étude de leurs actions sur l'Isle Royale. Des femelles orignal ont été repérées sur de petites îles voisines, autour de l'île principale, car elles traversent en nageant pour mettre bas. Cela leur permet de donner naissance et d'élever leurs petits sans la menace des loups, lorsque les faons sont vulnérables. Une fois que les faons sont physiquement matures, ils sont capables de nager, et sont alors capables de mieux se protéger des loups, car ils sont alors dans leurs premières années.

## Études
En 1958, en tant qu'étudiant diplômé de l'université Purdue, Lucyan David Mech commence à étudier les loups de l'Isle Royale. L'une des premières publications sur le thème des loups de l'île est le livre The Wolves of Isle Royale de Mech qui a conduit à la notoriété de l'auteur et du sujet. Le livre a été publié en 1966 par le ministère de l'Intérieur, à partir de sa thèse de doctorat. Le projet de Mech deviendra la plus longue étude prédateur-proie au monde.